# Air Forces Memorial
L'Air Forces Memorial est un mémorial qui commémore les aviateurs des forces aériennes de l'Empire britannique morts pendant la Seconde Guerre mondiale et qui n'ont pas de sépulture connue. Située à Runnymede dans le Surrey, ce qui lui vaut aussi le nom de Runnymede Memorial, le nom de 20 456 hommes et femmes est inscrit dans les murs de pierre du mémorial, en fonction du pays d'origine et de l'escadron.

## Personnalités commémorées
- Paddy Finucane (1920-1942), pilote de chasse irlandais ;
- Noor Inayat Khan (1914-1944), agent secret britannique ;
- Eric Lock (1919-1941), pilote de chasse britannique ;
- Freddie Tomlins (1920-1943), patineur artistique et pilote de chasse britannique.